# Una pura y dos con sal
Una pura y dos con sal es una película de comedia y drama mexicana de 1983, producida y escrita por Adolfo Torres Portillo, dirigida por Rafael Villaseñor Kuri y protagonizada por Vicente Fernández, Blanca Guerra, Elizabeth Aguilar y Lalo «El Mimo».

## Trama
Una joven, después de 15 años llega a conocer a su padre, ya que éste se separó de su madre por ser ella feminista, y él muy liberal. No obstante la joven logra unirlos prometiéndose uno al otro que cambiarían. El dejará de ser mujeriego y ella la militancia feminista.

## Reparto
- Vicente Fernández
- Blanca Guerra
- Lalo «el Mimo»
- Víctor Junco
- Oscar Traven
- Irma Porter
- Armando Soto La Marina
- Rafael Fernández
- Humberto Herrera
- Lizetta Romo
- Lupe Barcelata
- Patricia Maldonado
- Laura Tovar
- César Parra
- Carlos Agostí
- Jorge Dávila
- Elizabeth Aguilar
- Mónica Sánchez Navarro

## Bandas sonoras
- "De que manera te olvido", interpretado por Vicente Fernández y escrita por Federico Méndez.